# Fernando Weyler y Laviña
Fernando Weyler y Laviña (Madrid, 21 de novembre de 1808 - Palma, Mallorca, 27 de maig de 1879) va ser un metge militar, botànic, escriptor, historiador i erudit espanyol.

## Trajectòria
Es llicencià en medicina a la Universitat de Barcelona el 1829, amplià els seus estudis a París i a Montpeller. El 1832 ingressà en el cos de sanitat militar i el 1837 es traslladà a Palma, on s'instal·là. Anà a les Filipines (1835-36) i participà en la primera guerra Carlina. El 1837 fou destinat a Palma. Posteriorment, fou cap de la sanitat militar de les Balears entre 1852 i 1859, del cos d'observació d'Àfrica entre 1859 1860. Tingué una actuació destacada durant l'epidèmia de còlera de Barcelona del 1864.
En 1869 va ser promogut a l'ocupació d'inspector mèdic, amb destinació com a cap de Sanitat Militar de Catalunya. En aquest mateix any és nomenat soci de la Reial Acadèmia de Ciències i Arts de Barcelona. L'any 1872 és traslladat a Madrid per ocupar el càrrec de Secretari de la Direcció General, tornant a l'any següent a Palma, com al primer que ascendí a inspector mèdic de primera classe del cos de sanitat militar. En aquest mateix any, va ser nomenat soci de la Reial Acadèmia Nacional de Medicina de Madrid. En 1875 es va retirar de la vida castrense, després de més de quaranta anys de servei. En 1878 fou elegit president de l'Acadèmia de Medicina i Cirurgia de Palma.
Publicà obres de tema naturalístic, principalment botànic, però també, mèdic i històric. Destaca l'intent d'elaborar una història de la medicina i les estadístiques sobre la natalitat a Palma entre el 1849 i el 1853. L'autor hi constata el gran arrelament de la llengua vernacla, que considera un dialecte semblant al català i al valencià i fill del llemosí. El 1838 nasqué el seu fill, el polític i militar mallorquí Valerià Weyler i Nicolau. Morí a Palma, víctima d'una pneumònia, el 27 de maig de 1879.

## Publicacions
- Elementos de botànica (1843), el primer manual botànic publicat als Països Catalans i a l'Estat espanyol, que incorporà la classificació natural i la teoria botànica d'Augustin Pyrame de Candolle
- Topografía físico-médica de las islas Baleares y en particular de la de Mallorca (1854), on descriu la geografia, la meteorologia, la fitologia, la zoologia, l'antropologia i la medicina de cada una de les illes, escrita inicialment com a memòria per ingressar en la Reial Acadèmia de Cirurgia i Medicina de Palma.
- Apuntes topográficos sobre la parte del imperio marroquí que ha sido teatro de la última guerra con España (1860)
- Historia orgánica de las fuerzas militares de Mallorca desde su conquista en 1229 hasta nuestros días (1862), que fou reeditada el 1968 per Luis Ripoll, amb el títol Historia Militar de Mallorca, considerat el primer treball d'història militar relatiu a Mallorca i on estudia els diferents cossos armats, les fortificacions i les armes que hi ha hagut a l'illa.
- Raimundo Lulio juzgado por sí mismo (1866).
- Apuntes biográficos para servir a la redacción del elogio fúnebre de D. Pablo Bouvy de Schorrenberg (1868)
- ¿Quién fue Jaime Ferrer? (1879).